# Катрей
Катрей (грец. Κατρεύς) — син Міноса й Пасіфаї, батько Аеропи, Клімени, Апемосіни й Алтемена.
Катрею пророкували, що його вб'є хтось з дітей. Щоб уникнути цього, Алтемен разом з Апемосіною оселився на острові Родос, але пророкування збулося. Міф про Катрея нагадує міф про Едіпа.